# 詹巴杜维达雀
，是雀形目维达雀科的一种鸟类。

## 特征
詹巴杜维达雀体重约11.94克，翼长约63.2毫米，喙宽度约3.8毫米，喙厚度约5.7毫米，嘴峰长约9.1毫米，跗蹠长约13.5毫米，尾长约38.9毫米。
詹巴杜维达雀是留鸟，栖息在草地，它们是植食性动物，主要以植物的种子或坚果为食。它们分布在从塞拉利昂向东到苏丹西南部、刚果民主共和国东北部、南苏丹南部和埃塞俄比亚西部。